# Hawayeq
Hawayeq (tiếng Ả Rập: الحوائق) là một ngôi làng Syria nằm ở phó huyện Tell Salhab ở huyện Al-Suqaylabiyah, Hama. Theo Cục Thống kê Trung ương Syria (CBS), Hawayeq có dân số 747 người trong cuộc điều tra dân số năm 2004.